# Andrés Roldán
Andrés Faustino Roldán Cordero (Cienfuegos; 28 de febrero de 1950) es un exfutbolista cubano que compitió en los Juegos Olímpicos de 1976 y 1980.

## Trayectoria
Bicampeón cubano con el FC Azucareros en la década de 1970, terminó como máximo goleador del campeonato en 1984 (14 goles marcados) con la camiseta del FC Cienfuegos, club con el que se coronó al año siguiente con 13 goles marcados en la temporada regular, antes de jubilarse en 1990.

## Selección nacional
Hizo su debut internacional con Cuba en 1971 y jugó un total de 35 partidos, anotando 3 goles. Fue parte de una generación dorada de jugadores cubanos que compitieron dos veces seguidas en el torneo de fútbol de los Juegos Olímpicos en 1976 y 1980 (donde marcó un gol contra Zambia).
También participó en la clasificación para las Copas del Mundo de 1978 y 1982 (14 encuentros jugados en total para 2 goles marcados).
A nivel regional, apareció en el equipo que jugó la quinta edición del Campeonato de Naciones de la Concacaf en 1971, pero fue durante los Juegos Centroamericanos y del Caribe que se destacó al ganar tres medallas de oro consecutivas en 1970, 1974 y 1978.

### Participaciones en Juegos Olímpicos
| Torneo                   | Sede     | Resultado        |
| ------------------------ | -------- | ---------------- |
| Juegos Olímpicos de 1976 | Montreal | Primera ronda    |
| Juegos Olímpicos de 1980 | Moscú    | Cuartos de final |

### Goles internacionales
| Gol | Fecha                   | Estadio                               | Adversario | Puntuación | Resultado | Competición                                   |
| --- | ----------------------- | ------------------------------------- | ---------- | ---------- | --------- | --------------------------------------------- |
| 1.  | 23 de noviembre de 1971 | Queen's Park Oval, Puerto España      | Honduras   | 2-0        | 3-1       | Campeonato de Naciones de la Concacaf de 1971 |
| 2.  | 11 de diciembre de 1976 | Estadio Sylvio Cator, Puerto Príncipe | Haití      | 1-0        | 1-1       | Clasificación para la Copa Mundial de 1978    |
| 3.  | 30 de noviembre de 1980 | McKenzie Sports Club, Linden          | Guyana     | 3-0        | 3-0       | Clasificación para la Copa Mundial de 1982    |

## Palmarés

### Títulos nacionales
| Título              | Equipo     | País | Año  |
| ------------------- | ---------- | ---- | ---- |
| Campeonato Nacional | Azucareros | Cuba | 1974 |
| Campeonato Nacional | Azucareros | Cuba | 1976 |
| Campeonato Nacional | Cienfuegos | Cuba | 1985 |

### Distinciones individuales
| Distinción                                      | Año  |
| ----------------------------------------------- | ---- |
| Máximo goleador del Campeonato Nacional de Cuba | 1984 |